# Muntatge de so
El muntatge de so es refereix a la creació de so, i la barreja de so, i a com s'incorporen aquests elements diferents del so en una pel·lícula.

## El diàleg, els efectes i la música
Existeixen principalment tres divisions de so que es combinen per crear una barreja final; aquestes són el diàleg, els efectes, i la música. En mercats més amplis com ara el de Nova York i Los Angeles, els editors de so generalment s'especialitzen en una d'aquestes àrees. En mercats més petits, s'espera que l'editor de so s'ocupi de tot. L'edició d'efectes és comparat a la creació del món sònic de zero, mentre que a l'edició de diàleg es compara el món sònic existent i la seva reparació. L'edició de diàleg es considera amb més precisió com "l'edició del so de la producció", on l'editor pren el so original gravat en l'estudi, i utilitza una varietat de tècniques fa més comprensible el diàleg a més de més suau, de manera que l'oient no escolti les transicions d'una presa a una altra (amb freqüència els sons de fons després de les paraules canvien dramàticament de presa a presa). Entre els reptes que els editors d'efectes s'enfronten hi ha el d'afegir a la vegada diversos elements per crear sons creïbles per tot el que es veu a la pantalla així com la memorització de la seva biblioteca d'efectes sonors.

## Història

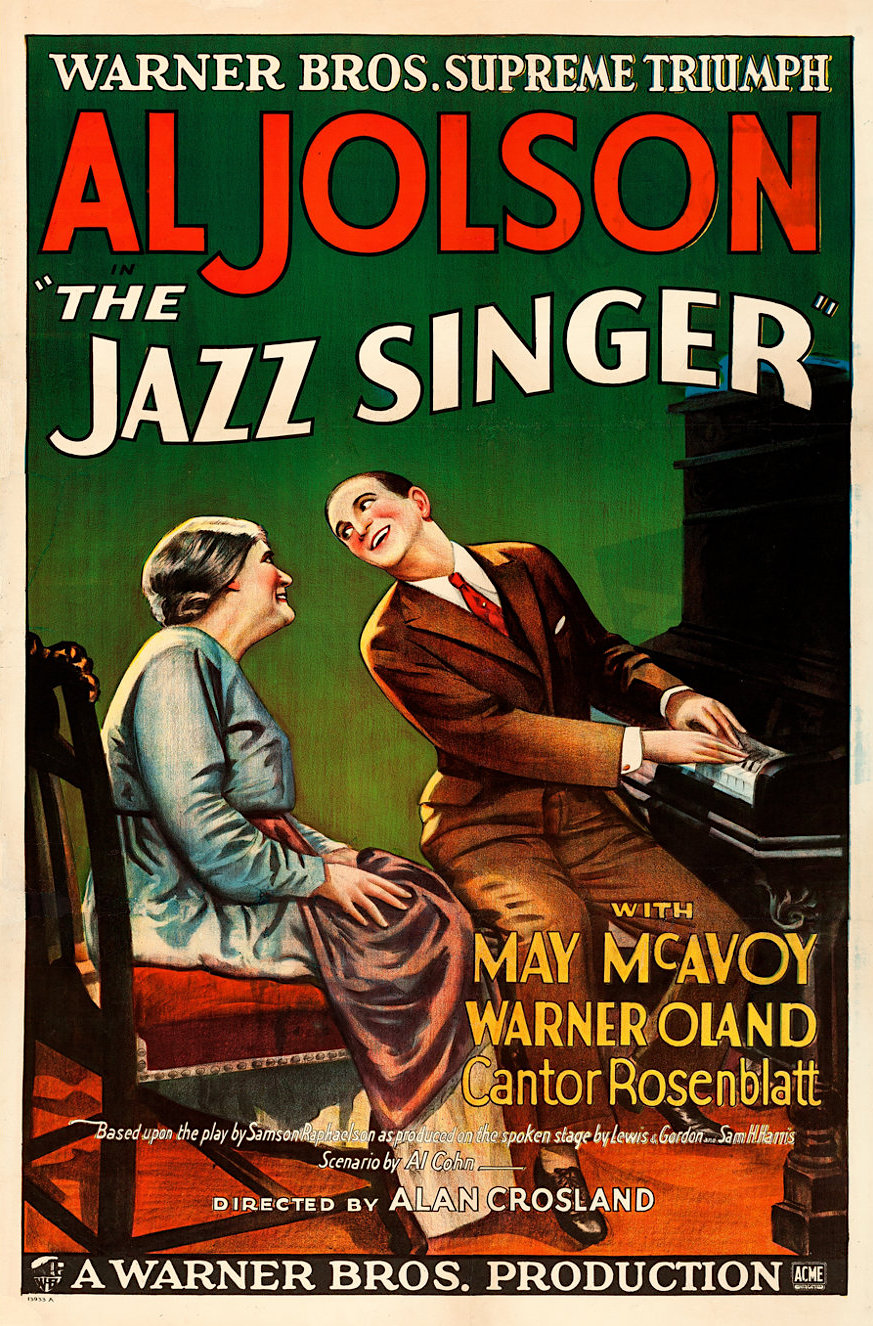
Cartell de la pel·lícula "The Jazz singer"

El 6 d'octubre de 1927, es va estrenar El cantor de jazz (The Jazz Singer), considerada la primera pel·lícula sonora de la història de cinema que va fer trontollar tots els plans de el moment de el cinema mut. Cap a 1930, el cinema sonor era un fet, i el cinema mut havia estat definitivament vençut.
El cinema sonor va fer que reeinventaran els estudis i equips de gravació, en molt poc temps es van muntar les cabines per a la càmera sobre rodes i de seguida es van blindar les càmeres perquè no entrès cap so, de manera que van recuperar la mobilitat anterior. Cap a 1928, gràcies a el gran èxit de les pel·lícules sonores, s'havien superat la majoria dels problemes tècnics amb què es va iniciar el cinema sonor, es va inventar la «girafa»-base per al micròfon, que es col·loca a la part alta de l'escena -, i es van evitar així les càmeres insonoritzades, pesades i aparatoses, que impedien la mobilitat a les escenes.
El 1965, va ser fundada Dolby Labs per Ray Dolby a Anglaterra i després el 1976 es va traslladar als Estats Units. L'objectiu de Dolby era millorar els sistemes de so per a cinema, el seu primer producte conegut com a Dolby A permetia reduir el soroll simple per mitjà de la compressió i expansió durant l'enregistrament i reproducció, a més proporcionava una correcció de baixes i altes freqüències. Inicialment aquest sistema es va implementar per als capçals lectors i gravadores de cintes magnètiques de sistemes analògics i després en 1970 es va començar a usar en els cinemes. Per a l'any de 1972, es comença a utilitzar el so estèreo iniciant amb la pel·lícula Lisztomania. 1970969140 5a0c2b4c7e o El format Dolby es consolida amb gran èxit en 46 sales equipades amb aquest sistema el 1977, amb l'estrena de la pel·lícula Star Wars guanyadora del premi Oscar per millor so. Per 1982, Dolby llança Dolby Surround juntament amb la primera versió de Dolby Estèreo SR versió casolana. El 1991, inicia l'era del Cinema digital amb Dolby Digital l'estrena de la pel·lícula Stalingrad i l'inici de la companyia Digital Theater Systems DTS la qual empra un nou format cinematogràfic amb la pel·lícula Jurassic Park del director Steven Spielberg l'any 1993. Doby digital i DTS són formats que usen el sistema de compressió per a gravar, amb la diferència que el DTS utilitza un rang de compressió de freqüències menor que Dolby Digital. Aquests formats permeten que els projectes cinematogràfics ofereixin al públic un so tridimensional, deixant obsolet el so estereofònic. Moltes de les produccions que han estat gravades a 24 o 48 canals han estat remesclades amb la finalitat de restaurar el realisme de l'espai perdut en l'estèreo.